# Hisonotus alberti
Hisonotus alberti es una pequeña especie de pez loricárido de agua dulce que integra el género Hisonotus. Este siluriforme habita en aguas cálidas del centro-este y nordeste de América del Sur.

## Taxonomía
Esta especie fue descrita originalmente en el año 2016 por los ictiólogos brasileños Fábio F. Roxo, Gabriel S. C. Silva, Brandon T. Waltz y Jorge E. G. Melo, con el mismo nombre científico.
Etimología
Etimológicamente el término genérico Hisonotus se construye con palabras en el idioma griego, en donde: isos significa ‘igual’ y noton es ‘espalda’ o ‘dorso’.
El nombre específico alberti es un epónimo que refiere al apellido de la persona a quien fue dedicada, el doctor James Albert.

## Características
Hisonotus alberti puede distinguirse de otras especies del género Hisonotus por la combinación de los siguientes caracteres: el abdomen está completamente expuesto, sin desarrollar placas dérmicas (solo algunos ejemplares presentan plaquetas extremadamente pequeñas cerca del poro urogenital); no exhibe penacho de odontoides en el extremo posterior del parieto-supraoccipital; placas lateromediales en series completas; 29 a 30 vértebras; coloración marrón oscuro en la aleta caudal con un par de regiones circulares de color hialino en el centro de ambos lóbulos; ausencia de amplias franjas claras en la superficie dorsolateral de la cabeza; en la cabeza y el tronco los odontoides no forman filas alineadas longitudinalmente y vértice de los dientes de color amarillento.

## Distribución y hábitat
Esta especie se encuentra del centro-este y nordeste de América del Sur, específicamente en cursos fluviales de aguas subtropicales y tropicales en el este del Brasil. Está distribuida en la sección superior de la cuenca del río Paraná -perteneciente a la cuenca del Plata- y en la del río São Francisco.
Ecorregionalmente es un endemismo de las ecorregiones de agua dulce Paraná superior y São Francisco.